# Giorgio Surian
Giorgio Surian (Fiume, 21 ottobre 1954) è un basso-baritono croato.

## Biografia
Nasce a Fiume nel 1954. Studente del Centro di Perfezionamento del Teatro alla Scala, debutta in Ernani nel 1982. Partecipa poi a tournée e stagioni liriche dell'Ente Scaligero (da citare la sua interpretazione nel Guglielmo Tell per l'inaugurazione della stagione lirica del Teatro alla Scala con la direzione di Riccardo Muti).
Si è esibito, cantando in varie lingue, in vari teatri del mondo, in particolare: Teatro Nacional de São Carlos; Metropolitan di New York, Opéra National di Parigi, Royal Opera House di Londra, El Liceu di Barcellona, Teatro Real di Madrid, Teatro Bol'šoj di Mosca, Staatsoper di Vienna, Arena di Verona, Opernhaus di Zurigo, Teatro La Fenice di Venezia, Teatro Comunale di Firenze, Teatro Massimo di Palermo, Teatro alla Scala di Milano.
Ha collaborato tra gli altri con Claudio Abbado, Riccardo Muti, Franco Zeffirelli, Luca Ronconi, Werner Herzog, Chris Kraus, William Friedkin, Andrei Konchalovsky, Plácido Domingo, Katia Ricciarelli, Andrea Bocelli.
Grazie alla notevole estensione ha avuto occasione di cantare più di centosettanta ruoli di basso profondo, basso, basso-baritono e baritono. Oltre alle sue lingue madri (italiano e croato) Surian canta in inglese, tedesco, francese, latino, portoghese, ceco e russo.
Tra le opere cantate come basso profondo spiccano Simon Boccanegra, L'incoronazione di Poppea, La favorita, Aci, Galatea e Polifemo.
Come basso cantabile: Ernani, Attila, Don Carlos, I Lombardi alla prima crociata, Nabucco, Luisa Miller, I vespri siciliani, Mefistofele, La Gioconda, La sonnambula, Lucia di Lammermoor, Lucrezia Borgia, Anna Bolena, Marino Faliero, Mosè in Egitto, Maometto II, Le nozze di Figaro, Don Giovanni, Così fan tutte.
Come basso-baritono: Faust, La damnation de Faust, Les contes d'Hoffmann, Robert le diable.
Come baritono: Tosca, Gianni Schicchi, Carmen, L'olandese volante, Il pirata, Macbeth, Otello, Falstaff, Aida.

## Repertorio
| Ruolo                                    | Titolo                         | Autore       |
| ---------------------------------------- | ------------------------------ | ------------ |
| Ernesto                                  | Il pirata                      | Bellini      |
| Lorenzo                                  | I Capuleti e i Montecchi       | Bellini      |
| Conte Rodolfo                            | La sonnambula                  | Bellini      |
| Oroveso                                  | Norma                          | Bellini      |
| Sir Giorgio                              | I puritani                     | Bellini      |
| Escamillo                                | Carmen                         | Bizet        |
| Mefistofele                              | Mefistofele                    | Boito        |
| Mister Budd                              | Albert Herring                 | Britten      |
| Tomskij                                  | La dama di picche              | Čajkovskij   |
| Un monaco                                | Il convitato di pietra         | Dargomyžskij |
| Lord Rochefort                           | Anna Bolena                    | Donizetti    |
| Don Alfonso d'Este                       | Lucrezia Borgia                | Donizetti    |
| Raimondo Bidebent                        | Lucia di Lammermoor            | Donizetti    |
| Marin Faliero                            | Marin Faliero                  | Donizetti    |
| Rambaldo                                 | Maria de Rudenz                | Donizetti    |
| Baldassarre                              | La favorita                    | Donizetti    |
| Don Pasquale                             | Don Pasquale                   | Donizetti    |
| Juam de Sylva                            | Dom Sébastien                  | Donizetti    |
| Thoas                                    | Iphigénie en Tauride           | Gluck        |
| Mefistofele                              | Faust                          | Gounod       |
| Claudio                                  | Agrippina                      | Händel       |
| Zoroastro                                | Orlando                        | Händel       |
| Polifemo                                 | Aci, Galatea e Polifemo        | Händel       |
| Il sindaco                               | Jenůfa                         | Janácek      |
| Le Philosophe                            | Chérubin                       | Massenet     |
| Bertram                                  | Robert le Diable               | Meyerbeer    |
| Seneca                                   | L'incoronazione di Poppea      | Monteverdi   |
| Bartolo/Figaro/Conte d'Almaviva          | Le nozze di Figaro             | Mozart       |
| Publio                                   | La clemenza di Tito            | Mozart       |
| Leporello                                | Don Giovanni                   | Mozart       |
| Primo sacerdote                          | Salammbô                       | Musorgskij   |
| Lindorf/Coppelius/Dapertutto/Dr. Miracle | I racconti di Hoffmann         | Offenbach    |
| Don Basilio                              | Il barbiere di Siviglia        | Paisiello    |
| Giorgio                                  | Nina, o sia La pazza per amore | Paisiello    |
| Uberto                                   | La serva padrona               | Paisiello    |
| Uberto                                   | La serva padrona               | Pergolesi    |
| Alvise Badoero                           | La Gioconda                    | Ponchielli   |
| Colline                                  | La bohème                      | Puccini      |
| Barone Scarpia                           | Tosca                          | Puccini      |
| Gianni Schicchi                          | Gianni Schicchi                | Puccini      |
| Polibio                                  | Demetrio e Polibio             | Rossini      |
| Orbazzano                                | Tancredi                       | Rossini      |
| Don Basilio                              | Il barbiere di Siviglia        | Rossini      |
| Elmiro                                   | Otello                         | Rossini      |
| Fernando Villabella                      | La gazza ladra                 | Rossini      |
| Astarotte/Idraote                        | Armida                         | Rossini      |
| Fenicio                                  | Ermione                        | Rossini      |
| Douglas d'Angus                          | La donna del lago              | Rossini      |
| Capellio                                 | Bianca e Falliero              | Rossini      |
| Maometto secondo                         | Maometto secondo               | Rossini      |
| Faraone                                  | Mosè in Egitto                 | Rossini      |
| Polidoro                                 | Zelmira                        | Rossini      |
| Don Prudenzio/Don Profondo               | Il viaggio a Reims             | Rossini      |
| Le Gouverneur                            | Le Comte Ory                   | Rossini      |
| Gualtiero Furst                          | Guglielmo Tell                 | Rossini      |
| Biagio                                   | Nozze istriane                 | Smareglia    |
| Ermanno                                  | La testa di bronzo             | Soliva       |
| Le Souverain Pontife                     | La Vestale                     | Spontini     |
| Gerasimyc                                | Il sosia                       | Testi        |
| Zaccaria                                 | Nabucco                        | Verdi        |
| Pagano/Pirro                             | I Lombardi alla prima crociata | Verdi        |
| Silva                                    | Ernani                         | Verdi        |
| Attila                                   | Attila                         | Verdi        |
| Banco/Macbeth                            | Macbeth                        | Verdi        |
| Conte di Walter/Wurm                     | Luisa Miller                   | Verdi        |
| Jorg                                     | Stiffelio                      | Verdi        |
| Monterone                                | Rigoletto                      | Verdi        |
| Giovanni da Procida                      | I vespri siciliani             | Verdi        |
| Jacopo Fiesco                            | Simon Boccanegra               | Verdi        |
| Marchese di Calatrava/Don Carlos         | La forza del destino           | Verdi        |
| Ramfis/Amonastro                         | Aida                           | Verdi        |
| Jago                                     | Otello                         | Verdi        |
| Falstaff                                 | Falstaff                       | Verdi        |
| Klingsor                                 | Parsifal                       | Wagner       |
| L'Olandese                               | L'olandese volante             | Wagner       |

## Registrazioni

### RAI
- “Otello”, G. Rossini,
- “Bianca e Falliero”, G. Rossini, ruolo Capellio
- “Ermione”, G. Rossini, ruolo: Fenicio
- “Il barbiere di Siviglia”, G. Rossini, ruolo: Don Basilio, Teatro alla Scala
- “Requiem”, W. A. Mozart
- “La serva padrona”, Paisiello, ruolo: Uberto, Firenze
- “La serva padrona”, Pergolesi, ruolo: Uberto, Firenze

### DVD
- “La donna del lago”, G. Rossini, Teatro alla Scala, ruolo: Duglas, edizione VideoLand
- “Guglielmo Tell”, G. Rossini, Teatro alla Scala, ruolo: Gualtiero
- “Il viaggio a Reims”, G. Rossini, Pesaro, ruolo: Don Prudenzio
- “Norma”, V. Bellini, Tokyo, ruolo: Oroveso
- “Le nozze di Figaro”, W. A. Mozart, Teatro Comunale di Firenze, con Lucio Gallo/Patrizia Ciofi/Zubin Mehta, regia Jonathan Miller, Arthaus Musik, ruolo: Figaro
- “Tosca”, G. Puccini, “Puccini Festival”Torre del Lago, ruolo: Scarpia
- Marin Faliero (opera), Donizetti (Bergamo Musica Festival, 2008) - Naxos, ruolo: Marino Faliero
- Luisa Miller, Verdi (Teatro Regio di Parma, 2007) - Donato Renzetti/Leo Nucci/Fiorenza Cedolins/Marcelo Álvarez, C Major, ruolo: Il conte di Walter

### CD
- “Cherubin”,J. Massenet, Teatro Lirico Cagliari
- “Rigoletto”, G. Verdi, Teatro alla Scala, ruolo: Monterone
- “Forza del destino” G. Verdi. Teatro alla Scala, ruolo: Calatrava
- “Salammbo”,M. Musorgskij, ruolo: Primi Sacerdote, edizione: Italia Fonit Cetra, (1980.)
- “Ermione”, G. Rossini, “Rossini Opera Festival” Pesaro, ruolo: Fenicio, ed: Legato Classics
- “Guglielmo Tell”, G Rossini, Teatro alla Scala, ruolo: Gualtiero, ed: Philips,  (1988.)
- “La donna del lago”, Rossini, Teatro alla Scala, ruolo Duglas d'Angus, ed: Decca (1992)
- “La Favorite”, G. Donizetti, festival “Donizetti e il suo tempo” Bergamo, ruolo: Balthazar, ed: Ricordi, (1992.)
- “Bianca e Falliero”, G. Rossini, “Rossini opera Festival”Pesaro, ruolo: Capellio, ed: Ricordi, (1992.)
- “Maria di Rudenz”, G. Donizetti, Teatro “La Fenice” Venezia, ruolo: Rambaldo, ed: Serenissima, (1994.)
- “Musica Sacra (1), G. Puliti, produktion Prosoli, Croazia, (1993.)
- “Sacrae Cantiones (2)”,I. M. Lukočić, edizione: exultate deo, ( 1993.)
- “Musica Sacra”, G. Puliti, produktion Prosoli, Croazia, (1996.)
- “La Gioconda”, A. Ponchielli, Teatro “Amilcare Ponchielli” di Cremona, ruolo: Alvise Badoero, ed:onè, (1997.)
- “Demetrio e Polibio”, G. Rossini, Festival di Martina Franca, ruolo: Polibio, ed: Dynamic, (2002.)
- “Robert le Diable”, Meyerbeer, Festival di Martina Franca, ruolo: Beltram, ed: Dynamic, (2000.)
- “Nozze Istriane”, A. Smareglia, Teatro “G.Verdi” di Trieste, ruolo: Biagio, ed: Bongiovanni, (2000.)
- “I Lombardi alla Prima Crociata”, G. Verdi, Teatro “A. Ponchielli” Cremona, ruolo: Pagano, ed:Dynamic, (2002.)

## Pubblicazioni
- Giorgio Surian, Knjiguljica - romanzo per bambini e ragazzi, casa editrice Modernist (2018)

## Premi
- Premio "Odličje Zvĳezde Danice" (1996.).
- Premio "Orlando" (1996.)
- Premio „Milan Pihler“ (2006.) per il ruolo di Don Alfonso nell'opera „Così fan tutte“.
- Premio lirico internazionale "Mario Tiberini"(2008.).
- Premio "Milka Trnina" (2009.).
- Premio "Vladimir Ruždjak" (stagione 2011./2012.) per il ruolo di Dulcamare nell'opera "Elisir d'amore"
- Premio "Milan Pihler" (stagione 2012./2013. e 2013./2014.) per il miglior ruolo maschile - ruolo Mefisto nell'opera "Faust" di Charles Gounod.
- Premio "Milan Pihler" (stagione 2014/2015) per il ruolo di Scarpia nell'opera "Tosca" di G. Puccini
- Premio "Milan Pihler" (stagione 2016/2017) per il ruolo di Jago nell'opera "Otello" di G. Verdi
- Premio del Teatro Croato "Hrvatsko Glumište" come miglior cantante , per il ruolo di Macbeth, nell'opera Macbeth di G. Verdi (2019)
- Premio per l' "Opera Omnia" - della città di Fiume - premio alla carriera (2019)
- Premio alla Cultura della Regione Litorale montana (2019)
- Premio "Milan Pihler" (stagione 2019/2020) per il ruolo di Scarpia nell'opera "Tosca" di G. Puccini
- Premio alla carriera del Teatro Croato "Hrvatsko Glumište", premio per l' "Opera Omnia" (2020)